# Republican Sinn Féin
Republican Sinn Féin (RSF, iriska Sinn Féin Poblachtach ), republikanska Sinn Féin, är ett politiskt parti på Irland. RSF har utpekats som CIRA:s politiska gren och bildades av avhoppare från Sinn Féin 1986. Partiet anser sig stå för "sann" eller "traditionell" irländsk republikanism.

## Partiets bildande
Beslutet att bilda, eller som dess anhängare ser det att omorganisera eller ombilda, partiet togs som svar på Sinn Féins beslut på dess partikongress 1986 att ändra sin politik så att partiets företrädare som blivit valda till det irländska underhuset Dáil Éireann i fortsättningen skulle inta sina platser. De som kom att bilda RSF motsatte sig denna ändring, eftersom den innebar en avvikelse från den traditionella republikanska analysen, där Republiken Irlands parlament betraktades som en olaglig församling som upprättats genom ett beslut i det brittiska parlamentet. De hävdade att irländska republikaner skulle vara lojala mot den ursprungliga irländska republiken, som de hävdade existerade de jure och att dess makt låg hos IRA:s arméråd.
Fastän beslutet antogs med två tredjedels majoritet hävdade de som kom att bilda RSF att det var ogiltigt enligt Sinn Féins stadgar. I protest tågade de ut från partikongressen och "återinkalla", som de hävdade, partikongressen på annan plats. RSF hävdade senare att de delegater som hade röstat för att tillåta deltagande i Dáil Éireann i praktiken hade uteslutit sig själva från partiet. Det är på grundval av detta som RSF anser sig vara det enda parti som har rätt till namnet Sinn Féin och den enda legitima efterträdaren till det ursprungliga Sinn Féin som bildades 1905.
Detta anspråk förkastas av de flesta personer som ser sig som irländska republikaner. Sinn Féin påpekar att en tidigare partikongress 1983 ändrade stadgarna så att "ingen aspekt av stadgarna och reglerna ska vara utesluten från diskussion". Detta gjordes för att möjliggöra för kongressen att debattera en motion om att tillåta Sinn Féin-kandidater att ställa upp i val till Europaparlamentet och inta sina platser om de blev valda. Vissa hävdar att detta argument är försvagat av det faktum att kandidaturer till Europaparlamentet redan hade debatterats vid partikongressen 1978, när en motion om att ställa upp kandidater inför Europaparlamentsvalet 1979 avslogs. En omröstning om att ändra abstentionismen från en princip till en taktik fick inte två tredjedels majoritet 1985. Resultatet var 181 mot och 161 för.

## Ledarskap
Sedan partiet bildades har Republican Sinn Féin letts av Ruairí Ó Brádaigh, som var ordförande för Sinn Féin från 1970 till 1983. Han hade sällskap av Dáithí Ó Conaill, en annan framträdande person i Sinn Féin och IRA på 1970-talet. De nuvarande vice ordförandena är Des Dalton och Cathleen Knowles McGuirk. Joe O'Neill och John O'Connor är kassörer och Líta Ní Chathmhaoil och Peig King är generalsekreterare. Ruairí Óg Ó Brádaigh är presschef och redaktör för partitidningen Saoirse.

## Medlemskap
Partiets medlemmar kommer främst från de medlemmar av den republikanska rörelsen i republiken Irland som var motståndare till Gerry Adams och hans anhängare, som till stor del var från Nordirland.

## Förhållanden till andra republikanska organisationer
RSF ser sig självt som en del av en större republikansk rörelse med ett antal olika organisationer. Bland dessa finns Continuity IRA, Cumann na mBan, Fianna Éireann, Cabhair och National Commemmoration Committee. Bland dessa organisationer finns i stor utsträckning personer som också är medlemmar i RSF. RSF förnekar bestämt beskyllningen att det är Continuity IRA:s "politiska gren", liksom att CIRA skulle vara RSF:s "militära gren".
Trots partiets bedyranden har RSF tillsammans med CIRA blivit förbjudet av USA:s utrikesdepartement som varande en terroristorganisation.

## Valdeltagande
RSF är ett litet ytterkantsparti och upprätthåller fortfarande politiken att inte inta platser i Dáil Éireann, Northern Ireland Assembly eller det brittiska underhuset om de skulle få några ledamöter invalda. Partiet har inte ställt upp i irländska eller brittiska parlamentsval, men ställde upp kandidater i valet i Nordirland 2007.
RSF vägrar erkänna Långfredagsavtalet som giltigt, då man hävdar att folkomröstningen om avtalet inte gav Irlands folk möjligheten att rösta om att leva i ett enat Irland, och att folkomröstning var ogiltig då separata omröstningar hölls i Nordirland respektive republiken Irland.
Partiet motsätter sig det regionala parlamentet i Nordirland (Northern Ireland Assembly), då det anser att detta stärker den brittiska närvaron på Irland, och menar att de irländska nationalister som har intagit sina platser där har gjort sig skyldiga till högförräderi mot den irländska republiken.
Partiet ställer ibland upp i lokala val i republiken Irland. Före 2007 ställde det inte upp i val i Nordirland. Från början hade partiet planerat att ställa upp med 23 kandidater i lokalvalen i Nordirland 1989, däribland tre sittande lokalpolitiker, men strax före valet antog det brittiska parlamentet en lag som krävde att alla kandidater undertecknar en deklaration om att ta avstånd från olagliga organisationer och terroristhandlingar. RSF vägrade göra detta då man hävdade att det skulle innebära att förkasta det irländska folkets "rätt att använda vapenmakt mot den brittiska ockupationen". Därmed blev dess kandidater inte valbara. Partiet är inte registrerat hos Storbritanniens valkommission som politiskt parti i Nordirland, vilket innebär att vid val i Nordirland kan partiets namn inte stå på valsedeln och partiet inte får göra partipolitisk tevereklam eller ådra sig högre utgifter än 5000 pund.
Partiet förespråkar upprättande av social rättvisa grundat på vad det beskriver som den irländska republikanska socialismens principer, baserat på proklamation av den irländska republiken i påskupproret 1916. Det förespråkar också upprättandet av et enat Irland som är fullt självständigt från Storbritannien och bildat som en federation av de fyra traditionella irländska provinserna.

### Valet i Nordirland 2007
Republican Sinn Féin ställde upp med sex kandidater i valet i Nordirland 2007. Eftersom partiet inte hade registrerat sig hos valkommissionen hade kandidaterna ingen utskriven partitillhörighet på valsedlarna, utom Geraldine Taylor som stod som oberoende.
De kandidater som var anknutna till RSF fick totalt 2522 förstahandsröster. Kandidaternas andel av det totala antalet giltiga röster var 0,38 procent. Röstandelen i de sex valkretsar där de ställde upp var 1,03 procent.

### Valresultat i lokalval 2004
Republican Sinn Féin ställde upp med sju kandidater i de senaste lokalvalen i republiken Irland. Partiets enda valda representant förlorade sin plats. RSF:s röstandel var 0,13 procent.

## Interna spänningar
I september 2005 lämnade ett antal lokalavdelningar och individuella medlemmar partiet i protest mot partiets behandling av fångar tillhörande Continuity IRA i Portlaoise Prison.